# 진시황제와 만리장성
"진시황제와 만리장성"은 1962년 공개된 대한민국의 영화이다.

## 배역
- 김진규
- 김지미
- 김승호
- 신영균
- 박노식
- 허장강
- 이수련
- 이빈화
- 강계식
- 정민
- 박경주
- 이룡
- 성소민
- 김희갑
- 윤인자
- 김신재
- 정애란

## 수상
- 1963년 제2회 대종상
  - 남우조연상 - 박노식